# ستيفن جاي راسيل
ستيفن جاي راسيل (بالإنجليزية: Steven Jay Russell)‏ هو سجين أمريكي، ولد في 14 سبتمبر 1957 في إليزابيث سيتي في الولايات المتحدة.